# Войцех Димитров
Войцех Дімітров (нар. 1976) — астроном, доктор фізичних наук. Спеціалізується на астрофізиці.

## Біографія
Випускник Софійського математичного ліцею (1990—1994). 1999 року закінчив факультет фізики Університету Адама Міцкевича в Познані за спеціальністю астрономія. Магістерська робота «Ефемериди затемнення зір Місяцем» написав під керівництвом Пйотра Дибчинського.
Здобув ступінь доктора філософії на тому ж факультеті 2006 року на основі дисертації «Спостереження та моделювання розділених подвійних систем — верифікація їх відстані та еволюційного статусу». Науковим керівником був Александер Шварценберг-Чорний.
Габілітувався 2019 року за серією публікацій під назвою «Кратні системи — виявлення нових компонентів і визначення абсолютних параметрів». Працює доцентом в Інституті астрономічної обсерваторії на фізичному факультеті Університету імені Адама Міцкевича в Познані.
Свої роботи публікував в «Astronomy and Astrophysics», MNRAS та «Acta Astronomica». Є членом Міжнародного астрономічного союзу.